# Aloe microdonta
Aloe microdonta é uma espécie de liliopsida do gênero Aloe, pertencente à família Asphodelaceae.